# پل چیهارا
پل چیهارا (انگلیسی: Paul Chihara؛ زادهٔ ۹ ژوئیهٔ ۱۹۳۸) موسیقی‌دان اهل ایالات متحده آمریکا است.
وی همچنین برندهٔ جوایزی همچون کمک‌هزینه گوگنهایم شده‌است.